# رسول خضری
رسول خضری (زادهٔ ۲ بهمن ۱۳۴۶ پیرانشهر) نمایندهٔ دورهٔ دهم و دورهٔ نهم مجلس شورای اسلامی و عضو کمیسیون بهداشت و درمان مجلس شورای اسلامی از حوزهٔ انتخابیهٔ پیرانشهر و سردشت در استان آذربایجان غربی است.
او در انتخابات مجلس دهم در لیست حزب اعتدال و توسعه قرار داشت.
رسول خضری در دورۀ یازدهم مجلس شورای اسلامی رد صلاحیت شد.

## سوابق علمی
- کسب رتبه ۱۰۰۰ در رشته دندان پزشکی و داروسازی و رتبه ۱۸ رشته پزشکی در کنکور سراسری سال ۱۳۶۶
- اخذ مدرک دکترای پزشکی با معدل ۱۷/۶۶ از دانشگاه علوم پزشکی تهران در سال ۱۳۷۴